# Prieuré Notre-Dame de Vitré
Pour les articles homonymes, voir Notre-Dame.
Le prieuré Notre-Dame de Vitré ou prieuré des Bénédictins est attesté dès le XIIe siècle, et est reconstruit dans les années 1680 par les Bénédictins Mauristes. Ce monument jouxte l'église Notre-Dame de Vitré, proche du château fort.

## Historique
Le prieuré a accueilli le tribunal et la sous-préfecture jusqu'en 1926. Il y subsiste encore le tribunal d'instance.
Le prieuré a été classé monument historique par arrêté du 6 juillet 1987.
Depuis le 21 février 2005, l'aile nord entièrement restaurée du bâtiment accueille le Centre français du patrimoine culturel immatériel, antenne de la Maison des cultures du monde.

## Architecture
Pour la première fois en France, le plan utilisé pour la construction du prieuré rompt avec les plans conventionnels utilisés à l'époque[réf. nécessaire]. Le prieuré n'est plus situé contre l'église mais est construit en angles et le cloître est intégré aux ailes.

## Prieurs
- 1138 : Rotoald.
- 1157 : Robert Fauvel.
- 1190 : Guillaume.
- 1247 : Hervé.
- 1278 : Pierre.
- 1319 : Pierre de Rennes.
- 1332 : Pierre de la Roche.
- 1332-1344 : Guillaume, devint abbé de l'abbaye de Saint-Méen en 1344.
- 1344-1350 : Guillaume Nouail.
- 1350-1377 : Pierre de Crennes.
- 1378-1398 : Olivier Hay, fils de Guillaume Hay et de Rollande Nepvou, mort en 1422.
- 1424-1447 : Raoul Ferron.
- 1464-1493 : Guillaume du Matz.
- 1494-1507 : dom Auffray Le Vayer, fils de Georges Le Vayer et de Clémence de Bintin, religieux de l'abbaye Saint-Melaine de Rennes, fut aussi prieur de Saint-Nicolas de la Guerche. Il résigna en 1507 le prieuré de Vitré en faveur du suivant, mais avec faculté de le reprendre si bon lui semblait, et devint en 1509 abbé de l'abbaye Saint-Aubin des Bois.
- 1507 : dom Julien Rouxel, Bénédictin de Saint-Melaine.
- 1511 : dom Auffray Le Vayer, reprit le prieuré de Vitré en 1511 et y fonda une messe hebdomadaire et une distribution de pains aux pauvres de la paroisse de Notre-Dame.
- 1523-1544 : François Le Vayer, neveu du précédent, lui succéda en 1523 au prieuré de Vitré, et fut comme lui abbé commendataire de Saint-Aubin-des-Bois.
- 1544 : Lancelot de Langan (1544).
- 1544-1550 : Georges de Langan.
- 1550-1558 : Louis d'Espinay, fils de Guy III, seigneur d'Espinay et de Louise de Goulaine (mort en 1567), protonotaire apostolique, abbé du Tronchet, chanoine et chantre de Rennes (1558). Abbé commendataire de l'abbaye Notre-Dame du Tronchet, qu'il obtint par la faveur du cardinal de Bourbon. Il siégea dès 1558, mais le cardinal faisait encore acte d'autorité au Tronchet en 1560. On ignore les conditions de cette cession entre eux. Il quittera l'état ecclésiastique et se maria par trois fois[3]. Il épousa en premier noce le 23 avril 1570, Anne de Rosnyvinen. Il porte le titre de seigneur de La Marche, marquis de Vaucouleurs[4], il portait « 'd'argent au lion coupé de gueules et de sinople, armé d'or ».
- 1572-1573 : Gilles Robidou.
- 1573 : Julien Leroux, à partir du mois de septembre .
- 1631 : Isaac Hay, fils de Jean Hay, seigneur du Plessix et des Nétumières, et de Perrine Chevallerie, naquit à Vitré en 1561 et fut baptisé selon le rite protestant. Devenu catholique, il fut nommé prieur de Notre-Dame et de Sainte-Croix de Vitré, recteur d'Etrelles, ensuite d'Erbrée, et doyen de Saint-Tugdual de Laval. Il mourut le 6 mars 1631 et fut inhumé le 13 à l'église d'Erbrée, « en une voûte qu'il s'était fait faire peu de temps auparavant ». L'épitaphe qu'il avait fait graver lui-même encore lisible sur une plaque de marbre transportée dans la nouvelle église d'Erbrée, proche l'autel de la Sainte-Vierge, dit : « Cy gist le corps de vénérable, noble et discret Missire Isaac Hay, vivant prieur des prieurés de Vitré, doyen de Sainct Tugal de Laval, recteur de céans, sgr de la Goderie, etc., qui fist construire le présent autel et sépulture cy-dessous, l'an 1626, et décéda le […] Priez Dieu pour luy ».
- 1658 : Siméon Hay du Chastelet, fils de Daniel Hay, seigneur de la Motte, le Chastelet et Vaufleury, et de Perrine de Pellineuc, neveu du précédent prieur, lui succéda à Notre-Dame. Il devint aussi conseiller et aumônier ordinaire du roi, chanoine et archidiacre du Mans. Il fut le dernier prêtre séculier prieur commendataire de Notre-Dame de Vitré, et résigna en 1658 ce prieuré en faveur des Bénédictins de la congrégation de Saint-Maur. Il habitait alors Le Mans, mais il alla mourir saintement à l'abbaye de Saint-Germain-des-Prés à Paris.
- 1661-1671 : dom Gaspart Martinet, premier prieur de la congrégation de Saint-Maur.
- 1671-1675 : dom Charles Rateau.
- 1675 : dom Georges Louvel, prit possession le 25 décembre 1675.
- 1678 : dom Pierre Gingast, prieur claustral de l'abbaye Saint-Magloire de Léhon, fut pourvu du prieuré Notre-Dame de Vitré le 25 octobre 1678.
- 1708 : dom Julien Garnier, prit possession le 17 février 1708, sur la résignation du précédent ; mourut à l'abbaye Saint-Germain-des-Prés le 3 juin 1725
- 1725-1769 : dom René-Jean Rouaud, pourvu par le Chapitre de Saint-Melaine, le siège abbatial étant vacant, prit possession le 31 août 1725. Le roi donna ce bénéfice comme vacant en régale à dom Martin Lallier, qui prit à son tour possession le 19 septembre 1726, mais ce dernier fut débouté par arrêt du Parlement de Paris en 1726. Dom Rouaud, reprit à nouveau possession du prieuré de Vitré et le résigna en 1769, ayant été nommé dès 1763 abbé de l'abbaye Saint-Vincent du Mans.
- 1769-1789 : dom Joseph Malherbe, prieur de Saint-Aubin aux Alleuds près d'Angers. Il prit possession de Notre-Dame de Vitré le 17 mai 1769 et conserva ce prieuré jusqu'au moment de la Révolution.

## Propriétés et revenus
- Dîmes à La Bouëxière.
- Dîmes à Chevré, était au XVIIe siècle affermées 42 livres .
- Dîmes de Sevailles 12 livres[5].